# Bernard Van Hoeylandt
Dionysius Bernard Van Hoeylandt (Temse, 15 mei 1917 - 3 februari 1986) was een Belgisch politicus voor de BSP.

## Levensloop
Van Hoeylandt was licentiaat in de politieke en sociale wetenschappen. Beroepshalve werkte hij als bestuurssecretaris bij het ministerie van Economische Zaken. Vanaf 1946 werkte hij in de houtzagerij van zijn oom en in 1957 werd hij inspecteur van het Nationaal Instituut voor de Huisvesting.
Van 1961 tot 1978 zetelde hij voor de BSP in de Senaat: van 1961 tot 1965 als provinciaal senator voor de provincie Oost-Vlaanderen, van 1965 tot 1974 als rechtstreeks gekozen senator verkozen voor het arrondissement Dendermonde-Sint-Niklaas en van 1974 tot 1978 opnieuw als provinciaal senator. Hij was ook plaatsvervangend lid van de Parlementaire Vergadering van de Raad van Europa en de Assemblee van de West-Europese Unie.
In de periode december 1971-december 1978 had hij als gevolg van het toen bestaande dubbelmandaat ook zitting in de Cultuurraad voor de Nederlandse Cultuurgemeenschap, die op 7 december 1971 werd geïnstalleerd en de verre voorloper is van het Vlaams Parlement.
Ook was hij van 1965 tot 1982 gemeenteraadslid van Temse en was hij lid en van 1978 tot 1982 voorzitter van de raad van bestuur van de Bouwmaatschappij van Temse.